# سورة المرسلات
سورة المرسلات هي سورة مكية، من المفصل، آياتها 50، وترتيبها في المصحف 77، وهي آخر سورة في الجزء التاسع والعشرين، بدأت بأسلوب قسم ﴿وَالْمُرْسَلَاتِ عُرْفًا ۝١﴾، والمرسلات هي رياح العذاب، نزلت بعد سورة الهمزة.

## فضل السورة
- روى الترمذي عن عن عكرمة البربري عن عبد الله بن عباس: «قالَ أبو بَكْرٍ رضيَ اللَّهُ عنهُ: يا رسولَ اللَّهِ قد شِبتَ، قالَ: شيَّبتني هودٌ، والواقعةُ، والمرسلاتُ، وعمَّ يتَسَاءَلُونَ، وإِذَا الشَّمْسُ كُوِّرَتْ».[2][3]

## مقاطع من السورة
تتوالى مقاطع السورة وفواصلها قصيرة سريعة عنيفة، متعددة القوافي . كل مقطع بقافية . ويعود السياق أحياناً إلى بعض القوافي مرة بعد مرة . ويتلقى الحس هذه المقاطع والفواصل والقوافي بلذعها الخاص، وعنفها الخاص . واحدة إثر واحدة . وما يكاد يفيق من إيقاع حتى يعاجله إيقاع آخر، بنفس العنف وبنفس الشدة .
ومنذ بداية السورة والجو عاصف ثائر بمشهد الرياح أو الملائكة : ( وَالْمُرْسَلاتِ عُرْفًا * فَالْعَاصِفَاتِ عَصْفًا * وَالنَّاشِرَاتِ نَشْرًا * فَالْفَارِقَاتِ فَرْقًا * فَالْمُلْقِيَاتِ ذِكْرًا * عُذْرًا أَوْ نُذْرًا*إِنَّمَا تُوعَدُونَ لَوَاقِعٌ  ) .. وهو افتتاح يلتئم مع جو السورة وظلها تمام الالتئام . وكل مقطع من مقاطع السورة العشرة بعد هذا المطلع، يمثل جولة أو رحلة في عالم، تتحول السورة معه إلى مساحات عريضة من التأملات والمشاعر والخواطر والتأثرات والاستجابات . أعرض بكثير جداً من مساحة العبارات والكلمات، وكأنما هذه سهام تشير إلى عالم شتى !

### الجولة الأولى
تقع في مشاهد يوم الفصل . وهي تصور الانقلابات الكونية الهائلة في السماء والأرض، وهي الموعد الذي تنتهي إليه الرسل بحسابها مع البشر : (  فَإِذَا النُّجُومُ طُمِسَتْ * وَإِذَا السَّمَاء فُرِجَتْ * وَإِذَا الْجِبَالُ نُسِفَتْ * وَإِذَا الرُّسُلُ أُقِّتَتْ * لأَيِّ يَوْمٍ أُجلَتْ * لِيَوْمِ الْفَصْلِ * وَمَا أَدْرَاكَ مَا يَوْمُ الْفَصْلِ * وَيْلٌ يَوْمَئِذٍ لِّلْمُكَذِّبِينَ
 )

### الجولة الثانية
والجولة الثانية مع مصارع الغابرين، وما تشير إليه من سنن الله في المكذبين : ( أَلَمْ نُهْلِكِ الأَوَّلِينَ * ثُمَّ نُتْبِعُهُمُ الآخِرِينَ * كَذَلِكَ نَفْعَلُ بِالْمُجْرِمِينَ * وَيْلٌ يَوْمَئِذٍ لِّلْمُكَذِّبِينَ )

### الجولة الثالثة
والجولة الثالثة مع النشأة الأولى وما توحي به من تقدير وتدبير : ( أَلَمْ نَخْلُقكُّم مِّن مَّاء مَّهِينٍ * فَجَعَلْنَاهُ فِي قَرَارٍ مَّكِينٍ * إِلَى قَدَرٍ مَّعْلُومٍ * فَقَدَرْنَا فَنِعْمَ الْقَادِرُونَ * وَيْلٌ يَوْمَئِذٍ لِّلْمُكَذِّبِينَ )

### الجولة الرابعة
والجولة الرابعة في الأرض التي تضم أبناءها إليها أحياء وأمواتاً، وقد جهزت لهم الاستقرار والماء المحيي : (أَلَمْ نَجْعَلِ الأَرْضَ كِفَاتًا * أَحْيَاء وَأَمْوَاتًا * وَجَعَلْنَا فِيهَا رَوَاسِيَ شَامِخَاتٍ وَأَسْقَيْنَاكُم مَّاء فُرَاتًا * وَيْلٌ يوْمَئِذٍ لِّلْمُكَذِّبِينَ )

### الجولة الخامسة
والجولة الخامسة مع المكذبين وما يلقونه يوم يوم الفصل من عذاب وتأنيب : ( انطَلِقُوا إِلَى مَا كُنتُم بِهِ تُكَذِّبُونَ * انطَلِقُوا إِلَى ظِلٍّ ذِي ثَلاثِ شُعَبٍ * لا ظَلِيلٍ وَلا يُغْنِي مِنَ اللَّهَبِ * إِنَّهَا تَرْمِي بِشَرَرٍ كَالْقَصْرِ * كَأَنَّهُ جِمَالَتٌ صُفْرٌ * وَيْلٌ يَوْمَئِذٍ لِّلْمُكَذِّبِينَ ) .

### الجولة السادسة والسابعة
والجولة السادسة والسابعة استطراد مع موقف المكذبين ومزيد من التأنيب والترذيل :
( هَذَا يَوْمُ لا يَنطِقُونَ * وَلا يُؤْذَنُ لَهُمْ فَيَعْتَذِرُونَ * وَيْلٌ يَوْمَئِذٍ لِّلْمُكَذِّبِينَ * هَذَا يَوْمُ الْفَصْلِ جَمَعْنَاكُمْ وَالأَوَّلِينَ * فَإِن كَانَ لَكُمْ كَيْدٌ فَكِيدُونِ * وَيْلٌ يَوْمَئِذٍ لِّلْمُكَذِّبِينَ )

### الجولة الثامنة
والجولة الثامنة مع المتقين، وما أعد لهم من نعيم : ( إِنَّ الْمُتَّقِينَ فِي ظِلالٍ وَعُيُونٍ * وَفَوَاكِهَ مِمَّا يَشْتَهُونَ * كُلُوا وَاشْرَبُوا هَنِيئًا بِمَا كُنتُمْ تَعْمَلُونَ * إِنَّا كَذَلِكَ نَجْزِي الْمُحْسِنينَ * وَيْلٌ يَوْمَئِذٍ لِّلْمُكَذِّبِينَ ) ..

### الجولة التاسعة
والجولة التاسعة خطفة سريعة مع المكذبين في موقف التأنيب : ( كُلُوا وَتَمَتَّعُوا قَلِيلا إِنَّكُم مُّجْرِمُونَ * وَيْلٌ يَوْمَئِذٍ لِّلْمُكَذِّبِينَ )

### الجولة العاشرة
والجولة العاشرة خطفة سريعة مع المكذبين في موقف التكذيب : ( وَإِذَا قِيلَ لَهُمُ ارْكَعُوا لا يَرْكَعُونَ * وَيْلٌ يَوْمَئِذٍ لِّلْمُكَذِّبِينَ )

### الخاتمة
والخاتمة بعد هذه الجولات والاستعراضات والوخزات والإيقاعات : ( فَبِأَيِّ حَدِيثٍ بَعْدَهُ يُؤْمِنُونَ )
وفي هذه السورة جدة في مشاهد جهنم وجدة في مواجهة المكذبين في أسلوب العرض والخطاب كله . ومن ثم تبرز شخصية خاصة للسورة . حادة الملامح . لاذعة المذاق . لاهتة الإيقاع !

## وصلات خارجية
- سورة المرسلات: تجويد-تفسير - موقع Altafsir.com